# Drosanthemum acuminatum
Drosanthemum acuminatum är en isörtsväxtart som beskrevs av L. Bol. Drosanthemum acuminatum ingår i släktet Drosanthemum och familjen isörtsväxter. Inga underarter finns listade i Catalogue of Life.